# هری کوهن
هری کوهن (انگلیسی: Harry Cohn؛ ‏ ۲۳ ژوئیهٔ ۱۸۹۱ – ۲۷ فوریهٔ ۱۹۵۸) یک تهیه‌کننده فیلم اهل ایالات متحده آمریکا بود.
از فیلم‌هایی که وی در آن‌ها نقش داشته‌است، می‌توان به چه اهمیتی داره؟، یک عاشقانه سلطنتی، قهرمان دانشکده و روابط همسر اشاره نمود.